# اوگلی

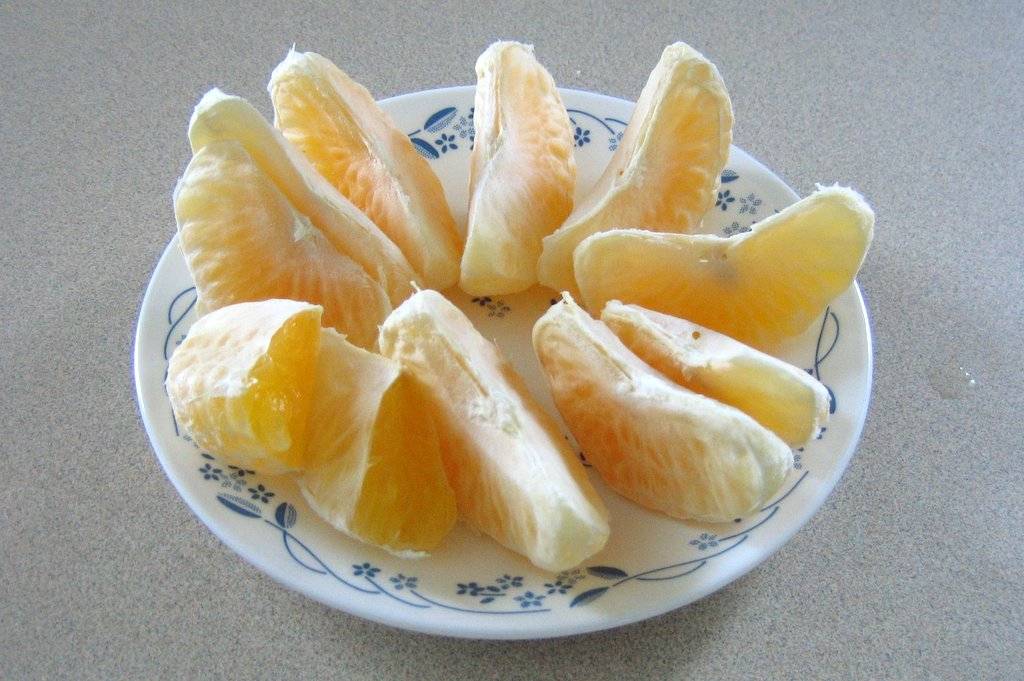
میوه اوگلی

اوگلی (به انگلیسی: Ugli fruit)نوعی میوه است که بیشتر در کشور جامائیکا می‌روید و طعم آن همانند گریپ فروت. نارنگی یا پرتقال است.